# Mario Nikola Antonio Daveluy
Sveti Mario Nikola Antonio Daveluy, francuski katolički misionar, mučenik i svetac, žrtva protukatoličkih progona dinastije Joseon u Koreji. Spomendan mu prema Rimskom martirologiju pada na 30. ožujka, ali se spominje 20. rujna zajedno s 103 Korejska mučenika, koje je kanonizirao papa Ivan Pavao II. u Seoulu 1984. godine.
Rođen u ožujku 1818. u francuskom gradu Amiensu u pobožnoj katoličkoj obitelji. Otac mu je bio tvorničar, gradski vijećnik i vladin dužnosnik, dok su dvojica braće postala svećenicima. Antonio je odlučio krenuti njihovim stopama, pa je 1834. stupio u sjemenište u Issyu, danas predgrađu Pariza te je za svećenika zaređen sedam godina kasnije. Pridruživši se Pariškoj misijskoj školi, 1844. odlazi u Makao gdje je imenovan apostolskim vikarom Koreje. U misionarskoj službi pridružio mu se sjemeništarac Andrija Kim Taegon, koji je ubrzo zaređen u Šangaju.
Otac Daveluy usvojio je mjesni jezik te napisao korejsko-francuski rječnik i preveo katoličku literaturu na korejski. Papa Pio IX. imenuje ga koadjutorom biskupa Simeona Franje Berneuxa, također pitomca Pariške misijske škole. Nakon što su korejske vlasti pogubile biskupa Berneuxa, Daveluy je imenovan apostolskim vikara, također pitomca Pariške misijske škole. Nakon što su korejske vlasti pogubile biskupa Berneuxa, Daveluy je imenovan apostolskim vikarom 8. ožujka 1866. Samo tri dana kasnije uhićen je i mučen te na vlastitu želju pogubljen na Veliki petak 30. ožujka, s dvojicom svećenika i dvoje kateheta.
Sva petorica pogubljenih kasnije su kanonizirana zajedno s drugim Korejskim mučenicima.
Relikvije oca Daveluya izložene su u Amienskoj katedrali.